# Перри, Сара
Сара Грейс Перри (англ. Sarah Perry; род. 28 ноября 1979, Челмсфорд) — английская писательница. Автор трёх романов: After Me Comes the Flood (2014), «Змей в Эссексе» (2016) и «Мельмот» (2018). Её произведения переведены на 22 языка. В июле 2023 года назначена канцлером Эссекского университета.

## Биография
Перри родилась в Челмсфорде, в семье благочестивых христиан, которые были членами баптистской церкви; была младшей из пяти сестёр. Выросшая практически без доступа к современному искусству, культуре и литературе, она заполняла своё время классической музыкой, классическими романами и поэзией, а также занятиями, связанными с церковью. По её словам, это раннее погружение в старинную литературу и чтение Библии короля Якова оказало глубокое влияние на её стиль письма. Окончила среднюю школу Chelmsford County High School for Girls. В возрасте 20 лет вышла замуж за Роберта Перри. Окончила Политехнический университет Англии (ныне Anglia Ruskin University) по специальности «английская литература», затем недолго работала на государственной службе.
Перри получила докторскую степень по креативному письму в Университете Ройал Холлоуэй, где её научным руководителем был сэр Эндрю Моушен. Ее докторская диссертация была посвящена готике в творчестве Айрис Мёрдок, а впоследствии Перри опубликовала статью о готике в журнале Aeon.
В 2013 году она была писателем-резидентом в библиотеке Гладстона.
В 2004 году Перри получила Мемориальную премию Шивы Найпола за статью «A little unexpected», рассказывающую о её впечатлениях от пребывания на Филиппинах.
В июне 2018 года Перри была избрана членом Королевского литературного общества.

## Творчество
Дебютный роман Перри, After Me Comes the Flood, опубликован в 2014 году в издательстве Serpent’s Tail и получил высокую оценку критиков, в том числе из The Daily Telegraph и The Guardian. Роман повествует о человеке по имени Джон Коул, который попадает в странный мир, разыскивая своего брата в условиях засухи. Джон Бернсайд, в рецензии для The Guardian, назвал роман «необычным» и «замечательным дебютом».
Ее второй роман, «Змей в Эссексе», был опубликован издательством Serpent’s Tail в 2016 году. Вдохновлённый мифом о морском змее на побережье Эссекса, он рассказывает историю викторианской вдовы Коры Сиборн и друзей, которые окружают её после смерти мужа-тирана. Кора заинтригована возможностью возвращения змеи, но вступает в конфликт с местным викарием Уильямом Рэнсомом, который намерен покончить с суевериями в своём сельском приходе.
Роман вновь написан в готическом стиле, исследует темы добра, дружбы, суеверий и любви и вновь получил положительные отзывы; Джон Бернсайд, процитированный на обложке книги, пишет: «Если бы Чарльз Диккенс и Брэм Стокер объединились, чтобы написать великий викторианский роман, интересно, превзошел бы он „Змея в Эссексе“? Неизвестно, но уже во второй своей работе Сара Перри заявляет о себе как об одном из лучших писателей-фантастов, пишущих сегодня в Британии».
«Змей в Эссексе» был номинирован на премию Коста 2016 года и назван книгой года 2016 года по версии розничной книжной сети Waterstones. Роман был включен в лонг-лист женской художественной премии Baileys 2017 года. Был экранизирован Apple TV+ в 2022 году.
Её третий роман, «Мельмот», вдохновлён готическим романом Чарлза Мэтьюрина «Мельмот Скиталец». Был опубликован издательством Serpent’s Tail в октябре 2018 года. «Мельмот» вошел в шорт-лист Премии Дилана Томаса 2019 года.
В 2020 году Сара опубликовала небольшую полуавтобиографическую книгу «Девушки из Эссекса», описывающую историю стереотипа «Девушка из Эссекса» в позитивном, не унижающем ключе.